# Jasmin
Jasmin (lat. Jasminum), rod listopadnih i vazdazelenih grmova i penjačica iz porodice Oleaceae. Postoji preko 190 vrsta autohtonih po Aziji, Africi i Australiji. Pravi jasmin (J. officinale) udomaćen je u Europi.
Nekoliko vrsta 2014. prebačeno je u novi rod Chrysojasminum.

## Vrste
1. Jasminum abyssinicum Hochst. ex DC.
2. Jasminum acuminatum (Lam.) Pers.
3. Jasminum adenophyllum Wall. ex C.B.Clarke
4. Jasminum agastyamalayanum Sabeena, Asmitha, Mulani, E.S.S.Kumar & Sibin
5. Jasminum alongense Gagnep.
6. Jasminum amabile H.Hara
7. Jasminum ambiguum Blume
8. Jasminum amoenum Blume
9. Jasminum andamanicum N.P.Balakr. & N.G.Nair
10. Jasminum angolense Baker
11. Jasminum angulare Vahl
12. Jasminum angustifolium (L.) Willd.
13. Jasminum annamense Wernham
14. Jasminum anodontum Gagnep.
15. Jasminum aphanodon Baker
16. Jasminum apoense Elmer
17. Jasminum arborescens Roxb.
18. Jasminum artense Montrouz.
19. Jasminum attenuatum Roxb. ex G.Don
20. Jasminum auriculatum Vahl
21. Jasminum azoricum L.
22. Jasminum bakeri Scott Elliot
23. Jasminum batanensis Kiew
24. Jasminum beesianum Forrest & Diels
25. Jasminum betchei F.Muell.
26. Jasminum bhumibolianum Chalermglin
27. Jasminum binhchauense B.H.Quang
28. Jasminum brachyscyphum Baker
29. Jasminum breviflorum Harv.
30. Jasminum brevilobum DC.
31. Jasminum brevipetiolatum Duthie
32. Jasminum calcareum F.Muell.
33. Jasminum calcicola Kerr
34. Jasminum calophyllum Wall. ex G.Don
35. Jasminum campyloneurum Gilg & G.Schellenb.
36. Jasminum cardiomorphum P.S.Green
37. Jasminum carinatum Blume
38. Jasminum carissoides Kerr
39. Jasminum caudatum Wall. ex Lindl.
40. Jasminum celebicum Merr.
41. Jasminum chiae Kai Zhang & D.X.Zhang
42. Jasminum cinnamomifolium Kobuski
43. Jasminum coarctatum Roxb.
44. Jasminum coffeinum Hand.-Mazz.
45. Jasminum cordatum Ridl.
46. Jasminum cordifolium Wall. ex G.Don
47. Jasminum craibianum Kerr
48. Jasminum crassifolium Blume
49. Jasminum cumingii Merr.
50. Jasminum curtisii King & Gamble
51. Jasminum cuspidatum Rottler
52. Jasminum dallachyi F.Muell.
53. Jasminum dasyphyllum Gilg & G.Schellenb.
54. Jasminum decipiens P.S.Green
55. Jasminum decussatum Wall. ex G.Don
56. Jasminum degeneri Kobuski
57. Jasminum dichotomum Vahl
58. Jasminum didymum G.Forst.
59. Jasminum dinklagei Gilg & G.Schellenb.
60. Jasminum dispermum Wall.
61. Jasminum domatiigerum Lingelsh.
62. Jasminum duclouxii (H.Lév.) Rehder
63. Jasminum eberhardtii Gagnep.
64. Jasminum elatum Pancher ex Guillaumin
65. Jasminum elegans Knobl.
66. Jasminum elongatum (P.J.Bergius) Willd.
67. Jasminum extensum Wall. ex G.Don
68. Jasminum flavovirens Gilg & G.Schellenb.
69. Jasminum flexile Vahl
70. Jasminum fluminense Vell.
71. Jasminum foveatum R.H.Miao
72. Jasminum fuchsiifolium Gagnep.
73. Jasminum gilgianum K.Schum.
74. Jasminum glaucum (L.f.) Aiton
75. Jasminum grandiflorum L.
76. Jasminum greveanum Danguy ex H.Perrier
77. Jasminum griffithii C.B.Clarke
78. Jasminum guangxiense B.M.Miao
79. Jasminum harmandianum Gagnep.
80. Jasminum hasseltianum Blume
81. Jasminum hongshuihoense Z.P.Jien ex B.M.Miao
82. Jasminum insigne Blume
83. Jasminum insularum Kerr
84. Jasminum ixoroides Elmer
85. Jasminum jenniae W.K.Harris & G.Holmes
86. Jasminum kajewskii C.T.White
87. Jasminum kaulbackii P.S.Green
88. Jasminum kedahense (King & Gamble) Ridl.
89. Jasminum kerstingii Gilg & G.Schellenb.
90. Jasminum kitchingii Baker
91. Jasminum kostermansii Kiew
92. Jasminum kriegeri Guillaumin
93. Jasminum kwangense Liben
94. Jasminum lanceolaria Roxb.
95. Jasminum lasiosepalum Gilg & G.Schellenb.
96. Jasminum latipetalum C.B.Clarke
97. Jasminum laurifolium Roxb. ex Hornem.
98. Jasminum laxiflorum Gagnep.
99. Jasminum ledangense Kiew
100. Jasminum listeri King ex Gage
101. Jasminum longipetalum King & Gamble
102. Jasminum longitubum L.C.Chia ex B.M.Miao
103. Jasminum mackeeorum P.S.Green
104. Jasminum macrocarpum Merr.
105. Jasminum magnificum Lingelsh.
106. Jasminum maingayi C.B.Clarke
107. Jasminum malabaricum Wight
108. Jasminum malayanum Kiew
109. Jasminum marianum DC.
110. Jasminum melastomifolium Ridl.
111. Jasminum mesnyi Hance
112. Jasminum meyeri-johannis Engl.
113. Jasminum microcalyx Hance
114. Jasminum molle R.Br.
115. Jasminum mossamedense Hiern
116. Jasminum mouilaense Breteler
117. Jasminum multiflorum (Burm.f.) Andrews
118. Jasminum multinervosum Kiew
119. Jasminum multipartitum Hochst.
120. Jasminum multipetalum Merr.
121. Jasminum narcissiodorum Gilg & G.Schellenb.
122. Jasminum nardydorum Breteler
123. Jasminum neocaledonicum Schltr.
124. Jasminum nepalense Spreng.
125. Jasminum nervosum Lour.
126. Jasminum newtonii Gilg & G.Schellenb.
127. Jasminum niloticum Gilg
128. Jasminum nintooides Rehder
129. Jasminum nobile C.B.Clarke
130. Jasminum noldeanum Knobl.
131. Jasminum noumeense Schltr.
132. Jasminum nudiflorum Lindl.
133. Jasminum nummularifolium Baker
134. Jasminum obtusifolium Baker
135. Jasminum octocuspe Baker
136. Jasminum officinale L.
137. Jasminum oliganthum Quisumb. & Merr.
138. Jasminum oreophilum Kiew
139. Jasminum papuasicum Lingelsh.
140. Jasminum pauciflorum Benth.
141. Jasminum paucinervium Ridl.
142. Jasminum pedunculatum Gagnep.
143. Jasminum pellucidum Airy Shaw
144. Jasminum peninsulare Kiew
145. Jasminum pentaneurum Hand.-Mazz.
146. Jasminum pericallianthum Kobuski
147. Jasminum perissanthum P.S.Green
148. Jasminum pierreanum Gagnep.
149. Jasminum polyanthum Franch.
150. Jasminum populifolium Blume
151. Jasminum prainii H.Lév.
152. Jasminum preussii Engl. & Knobl.
153. Jasminum promunturianum Däniker
154. Jasminum pseudopinnatum Merr. & Rolfe
155. Jasminum pteropodum H.Perrier
156. Jasminum puberulum Baker
157. Jasminum punctulatum Chiov.
158. Jasminum quinatum Schinz
159. Jasminum rambayense Kuntze
160. Jasminum ranongense Kiew
161. Jasminum rehderianum Kobuski
162. Jasminum ritchiei C.B.Clarke
163. Jasminum rufohirtum Gagnep.
164. Jasminum sambac (L.) Aiton
165. Jasminum sarawacense King & Gamble
166. Jasminum scandens (Retz.) Vahl
167. Jasminum schimperi Vatke
168. Jasminum sessile A.C.Sm.
169. Jasminum siamense Craib
170. Jasminum simplicifolium G.Forst.
171. Jasminum sinense Hemsl.
172. Jasminum smilacifolium Griff. ex C.B.Clarke
173. Jasminum spectabile Ridl.
174. Jasminum steenisii Kiew
175. Jasminum stellipilum Kerr
176. Jasminum stenolobum Rolfe
177. Jasminum streptopus E.Mey.
178. Jasminum subglandulosum Kurz
179. Jasminum syringifolium Wall. ex G.Don
180. Jasminum tetraquetrum A.Gray
181. Jasminum thomense Exell
182. Jasminum tomentosum Knobl.
183. Jasminum tortuosum Willd.
184. Jasminum trichotomum B.Heyne ex Roth
185. Jasminum tubiflorum Roxb.
186. Jasminum urophyllum Hemsl.
187. Jasminum verdickii De Wild.
188. Jasminum vidalii P.S.Green
189. Jasminum vietnamense B.H.Quang & Joongku Lee
190. Jasminum waitzianum Blume
191. Jasminum wengeri C.E.C.Fisch.
192. Jasminum wrayi King & Gamble
193. Jasminum yuanjiangense P.Y.Pai
194. Jasminum zippelianum Blume
195. Jasminum ×stephanense É.Lemoine

## Vanjske poveznice
|  | Zajednički poslužitelj ima još gradiva o temi Jasminum |
|  | Wikivrste imaju podatke o taksonu Jasminum             |